# Copris ochus
Copris ochus là một loài bọ cánh cứng trong họ Bọ hung (Scarabaeidae).

## Hình ảnh

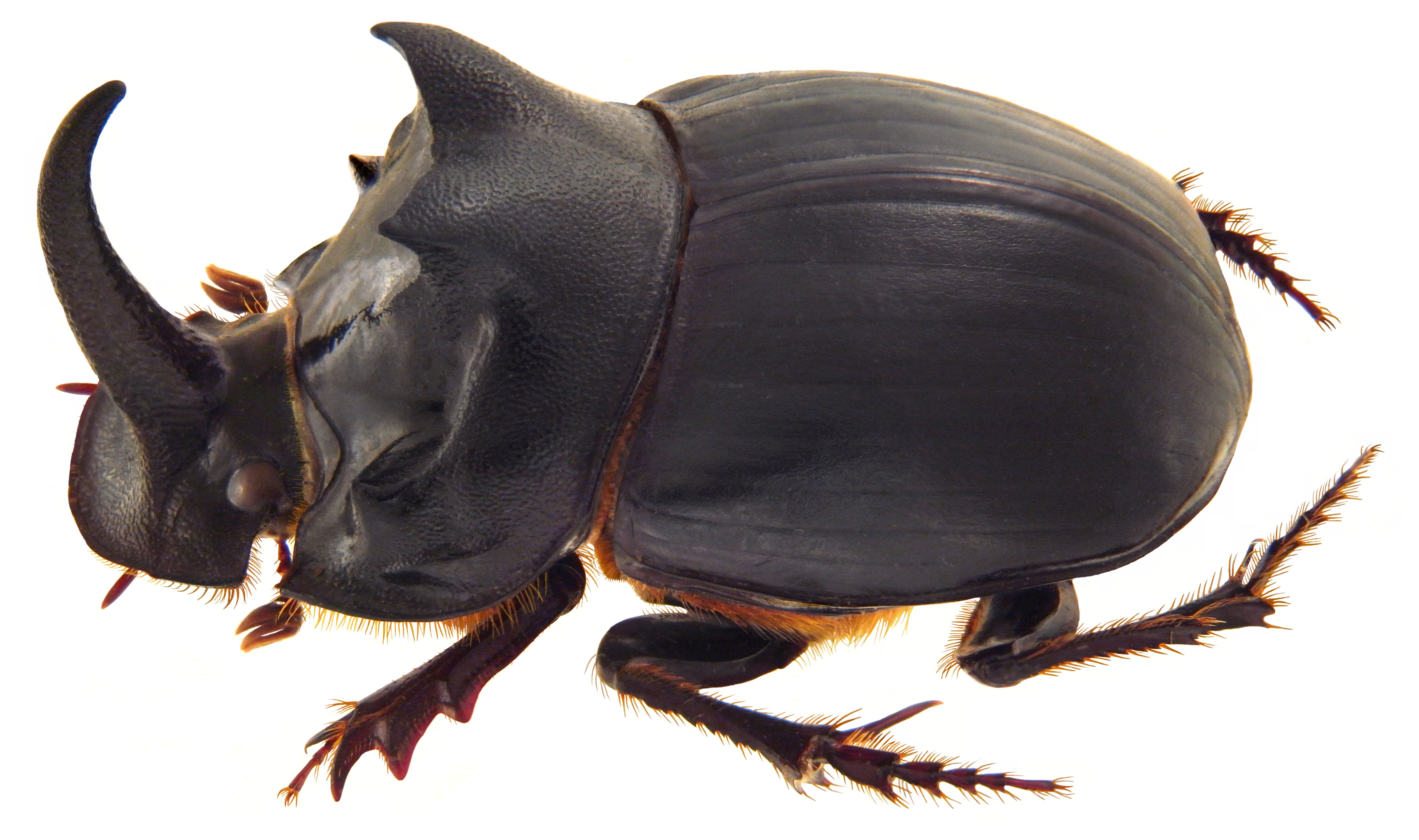
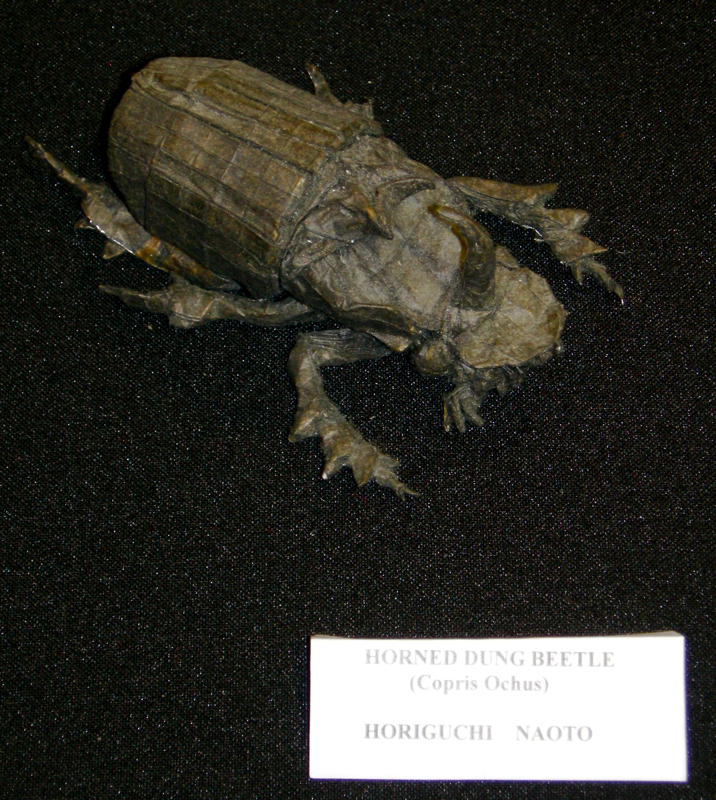